# العدينة (بعدان)

تعديل مصدري - تعديل

العدينة محلة تابعة لقرية المهدمي، التابعة لعزلة المنار بمديرية بعدان إحدى مديريات محافظة إب في الجمهورية اليمنية، بلغ تعداد سكانها 23 حسب تعداد اليمن لعام 2004.